# Magnac-Laval (tổng)
Tổng Magnac-Laval là một tổng của Pháp tọa lạc tại tỉnh Haute-Vienne trong vùng Nouvelle-Aquitaine.

## Địa lý
Tổng này được tổ chức xung quanh Magnac-Laval trong quận Bellac. Độ cao khu vực này là 181 m (Droux) đến 348 m (Dompierre-les-Églises) độ cao trung bình trên mực nước biển là 280 m.

## Hành chính
| Giai đoạn | Ủy viên            | Đảng | Tư cách          |
| --------- | ------------------ | ---- | ---------------- |
| 2004-2011 | Jean-Claude Fauvet | ADS  | Thị trưởng Droux |

## Phân chia đơn vị hành chính
Tổng Magnac-Laval được chia thành 6 xã và khoảng 3 884 người (điều tra dân số năm 1999 không tính trùng dân số).
| Xã                       | Dân số | Mã bưu chính | Mã insee |
| ------------------------ | ------ | ------------ | -------- |
| Dompierre-les-Églises    | 371    | 87190        | 87057    |
| Droux                    | 425    | 87190        | 87061    |
| Magnac-Laval             | 1 978  | 87190        | 87089    |
| Saint-Hilaire-la-Treille | 396    | 87190        | 87149    |
| Saint-Léger-Magnazeix    | 533    | 87190        | 87160    |
| Villefavard              | 181    | 87190        | 87206    |

## Thông tin nhân khẩu
| 1962                                                     | 1968  | 1975  | 1982  | 1990  | 1999  |
| -------------------------------------------------------- | ----- | ----- | ----- | ----- | ----- |
| 5 353                                                    | 5 864 | 5 415 | 4 787 | 4 399 | 3 884 |
| Nombre retenu à partir de 1962 : dân số không tính trùng |       |       |       |       |       |